# 아비앙카 에콰도르
아비앙카 에콰도르(영어: Avianca Ecuador)는 에콰도르의 항공사로 총 10개 노선을 취항하고 있다. 본사는 에콰도르 키토 위치해 있으며 1996년에 아에로갈(영어: AeroGal)로 설립 했으며 2012년에 VIP 에콰도르와 합병이 되면서 현재의 사명으로 변경했다. 또한 사용하고 있는 허브 공항으로 마리스칼 수크레 국제공항, 호세 호아킨데 올메도 국제공항이 있다.

## 보유 기종
- 2012년 4월 기준으로 아비앙카 에콰도르는 다음과 같은 기종을 보유하고 있으며 현재 보유하는 기종은 아비앙카 항공에서 운항하고 있다.[3]